# Mayo Ndjarendi
Mayo Njarendi ou aussi appelé Djarendi est un village de la Région du Nord du Cameroun. Il est situé dans l'arrondissement de Madingring dans le département du Mayo-Rey.

## Géographie
L’arrondissement de Madingring, où se situe le village de Mayo Ndjarendi est une pénéplaine au climat tropical soudano-guinéen. Il existe deux saisons. Premièrement, la saison des pluies qui dure sept mois (de mi-Avril à mi-Octobre), et deuxièmement une saison sèche qui dure cinq mois (mi-Octobre à mi- Avril). 

### Environnement
La flore de l’arrondissement de Madingring est la savane arbustive. On retrouve de nombreux arbres et arbustes de la famille des Mimosaceae telles que l’Acacia ou encore de la famille des Combretaceae ainsi que des arbres Karité, à partir desquels est produit le beurre de karité.
L’arrondissement de Madingring abrite des espèces animales variées, dont la présence est accrue grâce à la proximité du parc national de Bouba Ndjida.On retrouve notamment de nombreuses espèces d’antilopes telles que la Cobe défassa, l'éland de derbyou encore la cobe des roseaux ou redunca. On retrouve aussi des petits mammifères tels que les  lapins d'Afrique, les Phacochères ou les potamochères . 

## Histoire et société
L’arrondissement de Madingring est un lieu riche et varié de par son Histoire et sa population. L’arrondissement se trouve à la croisée de différents courants migratoires. Les populations ont commencé à se sédentariser à partir des années 1970 et de l’implantation des cultures de coton, nécessitant de la main-d’œuvre. 
La richesse de la faune locale a attiré des populations limitrophes et la relative stabilité de la zone a accueilli des populations fuyant les conflits. Au début des années 1950 , le gouvernement a créé le Parc National de Boubandjidda afin de protéger la faune sauvage et lutter contre le braconnage.  
Le recensement procédé en 2014 décompte des ethnies diverses. Parmi les populations autochtones, on retrouve majoritairement les lamés et les Mboum, ainsi que les fulbés et les Dourou. Parmi les populations migrantes ou allogènes on compte les Ngambaye, les Laka, les Sarah et les Toupouri. Les différentes ethnies vivent en harmonie. En 2014, Mayo Njarendi décompte 778 habitants. 
La population de l’arrondissement suit principalement deux religions : l’Islam et le Christianisme, tandis que d’autre individus ne suivent aucune de ces religions et sont qualifiés d’animistes. Les différents groupes religieux cohabitent pacifiquement.  

## Économie
Le principal secteur de l’économie est le secteur primaire.  

### Agriculture et élevage
Tout d’abord, les principales productions agricoles sont le maïs, les arachides et le coton. On retrouve aussi une production de sorgo, de niébé, de taro et de soja. Il existe plusieurs associations et coopératives agricoles comme l’Association des Jeunes Producteurs de Madingring ou le GIC/PROMAR (Groupement d’Initiatif Commune pour la promotion de la culture d’arachide). La taille moyenne des exploitations familiales est d’environ 1,5 hectare. L’essentiel des infrastructures agricoles, comme les postes agricoles, les bâtiments de stockages ainsi que la Délégation d’Arrondissement de l’Agriculture et du Développement Rural se trouvent à Madingring.  
Ensuite, l’élevage, de type intensif, est aussi une activité courante. On retrouve essentiellement des élevages de la volaille, porcins, ovins et caprins. Le plan de développement communal de Madingring note que plusieurs épidémies se déclarent dans les élevages en période de changement de saison, notamment dans les élevages de caprins et de volailles. Il existe un centre vétérinaire à Madingring ainsi qu’un abattoir.
Enfin, la pêche se pratique au bord des Mayo en période de saison des pluies. On y pêche généralement des carpes, des tilapias ou des capitaines.

### Artisanat, entreprises, commerces et services
On recense trois types d’artisanat : la forge, la poterie et le tissage. Les fabrications d’outils agricoles, de jarres, de mortiers et de pilons sont vendus aux marchés locaux ou directement utilisés. Il existe trois grands marchés dans l’arrondissement : à Madingring, Sorombéo et à Gor. D’autres plus petits marchés se tiennent à Gambou, à Djémadjou, à Djeing ou à Nganadjé Carrefour.
Le secteur des services est relativement limité. On recense des services de beauté (coiffeur), d’habillement (couturier et magasin de vêtement) mais surtout des call-boxeurs. Les call-boxers sont des marchands de services téléphoniques qui proposent de permettre de passer des appels. On déplore cependant l’absence de services financiers, ce qui serait un frein au développement de l’économie. 

### Autres activités
D’autres activités se pratiquent dans l’arrondissement. En raison de la proximité avec le parc national, la chasse conventionnelle ou sportive est aussi pratiquée dans certains espaces réglementés appelés Zones d’Intérêt Cynégétique, mais on déplore aussi la présence de braconniers qui pratiquent la chasse illégale, principalement pour vendre la viande. 
Onze pépiniéristes ont été formés dans  pour le reboisement. Parmi les espèces cultivées, on retrouve les eucalyptus ou des arbres fruitiers comme les manguiers. 
L’arrondissement attire les touristes notamment avec le parc national Boubandjida. Madingring dispose d’une auberge et de trois campements touristiques autour du parc national, électrifiés, bien aménagés et dotés de cases de séjour.

## Urbanisme
L'arrondissement de Madingring et ses villages comprennent plusieurs infrastructures.

### Éducation et sport
Mayo Njadrendi accueille une école primaire publique. Les écoles maternelles se trouvent à Madingring, Gor, Djémadjou et Sorombéo, tandis que des établissements secondaires existent à Madingring, Gor et Sorombéo. Madingring accueille aussi un stade municipal et un terrain de football.

### Santé
L’arrondissement dispose de plusieurs ouvrages hydrauliques et point d’eau potable, dont la moitié sont à réhabiliter. L’essentiel des infrastructures de santé publique se trouvent à Madingring. On retrouve aussi cinq centres de santé intercommunal : deux à Gor, deux à Sorombéo et un à Gambou. Une salle de soin était en cours de construction en 2014 à Mayo Ndjarendi, elle est possiblement achevée aujourd’hui. 

### Voie de communication, énergie et transports
L’alimentation électrique se fait à partir de groupes électrogènes à essence seulement dans les villes de Madingring et de Gor. Le pétrole et le bois sont les deux principales sources d’énergie utilisées dans l’arrondissement.
Le réseau de l’arrondissement est desservi par les pilônes et antennes de téléphonie mobile situés à Mandingring et Gor et à Djibao.
Les véhicules de transport interurbain sont absents et les véhicules occasionnels sont surtout des gros transporteurs. Ils acheminent les produits manufacturés et les productions agricoles vers les centres urbains. Le déplacement entre les différentes localités se fait principalement en moto.

### Autres services et équipements publics
On compte un orphelinat à Madingring ainsi qu’une structure pour handicapés à Nganadjé. 